# Mesoxalsäurediethylester
Mesoxalsäurediethylester ist der Diethylester der Mesoxalsäure (Ketomalonsäure), der einfachsten Oxodicarbonsäure und damit der erste Vertreter (n = 0) einer homologen Reihe HOOC–CO–(CH2)n–COOH mit den höheren Homologen Oxalessigsäure (n = 1), α-Ketoglutarsäure (n = 2) und α-Ketoadipinsäure (n = 3), einem Metaboliten der Aminosäure Lysin.
Diethylmesoxalat reagiert wegen seiner stark polarisierten Ketogruppe als Elektrophil in Additionsreaktionen und ist ein hochaktiver Reaktand in pericyclischen Reaktionen, wie z. B. in Diels-Alder-Reaktionen, Cycloadditionen oder En-Reaktionen.
An feuchter Luft lagert Mesoxalsäurediethylester Wasser an zum 2,2-Dihydroxymalonsäure-diethylester (Diethylmesoxalat-Hydrat), das grüngelbe Öl wandelt sich spontan um in weiße Kristalle.

## Vorkommen und Darstellung
Im Jahr 1892 stellten Richard Anschütz und Mitarbeiter erstmals den von ihm so genannten Oxomalonsäureäthylester, ausgehend vom Bariumsalz des Alloxans, dessen Zersetzung zur Mesoxalsäure und Veresterung mit Ethanol in Gegenwart von Chlorwasserstoff, in reiner Form dar.
Louis Bouveault und Mitarbeiter gelangten über die Nitrosierung von Malonsäurediethylester mit Nitrosylschwefelsäure zum Isonitrosoester, der mit Distickstofftetroxid N2O4 („peroxyde d’azote“) zum Diethylmesoxalat oxidiert wird. Die als Öl erhaltene Ketoverbindung reagiert mit Wasser zum kristallinen Dihydrat.
In einer abgewandelten Variante der Synthese mit N2O4 wurde Mesoxalsäurediethylester in 90%iger Rohausbeute erhalten.
Statt Distickstofftetroxid kann auch Distickstofftrioxid N2O3 (aus Arsen(III)-oxid mit Salpetersäure erhältlich) als Oxidationsmittel eingesetzt werden. Die Ausbeute in der Endstufe beträgt 74–76 %; der Syntheseweg ist aber apparativ aufwendig und wegen der Toxizität und Kanzerogenität des As2O3 untauglich.
Die Oxidation von Malonester mit Selendioxid SeO2 ist mit einer Ausbeute an Esterhydrat von 23 % unergiebig, ebenso wie die als „verbesserte Synthese“ angegebene Reaktion über das Malonesterdibromid und Bromidabspaltung mit Kaliumacetat mit einer Ausbeute von 41 bis 47 %.
Mehrere Verfahren zur Herstellung von Mesoxalsäureethylester bedienen sich der Oxidation von Malonsäurediethylester bzw. seiner Enamine mit Sauerstoff oder Ozon. So liefert die Ozonolyse von Diethylethylidenmalonat (aus Malonester und Acetaldehyd in ca. 80%iger Ausbeute) bei −78 °C nur 62 % Diethylmesoxalat, die elektrochemische Oxidation von Cyanmalonsäurediethylester (aus Cyanessigsäureethylester und Chloressigsäureethylester mithilfe von Sauerstoff 77 % Ausbeute) in der letzten Oxidationsstufe und die von Lutz Friedjan Tietze am Beispiel des Dimethylesters angegebene Ozonolyse von Dialkylbenzalmalonaten 76 % des Dimethylmesoxalats.
Wegen der Risiken bei der Handhabung von Ozon ist die Ozonolyse im Wesentlichen auf den Labormaßstab (bis etwa 150 g Produkt) beschränkt.
Die Photooxidation des aus Dimethylformamid-dimethylacetal und Malonsäurediethylester in praktisch quantitativer Ausbeute entstehenden Enamins erzeugt Diethyloxomalonat-hydrat in 84%iger Ausbeute.
Eine neuere Patentschrift beschreibt die Synthese von Mesoxalsäurediethylester aus der einfachen Vorstufe Malonsäurediethylester durch Oxidation mit wässriger Natriumchlorit (NaClO2)-Lösung bei pH 4,4 in 97%iger Ausbeute.
Der Ester fällt zunächst als Hydrat an, das durch Azeotropdestillation mit Toluol zum Endprodukt entwässert wird.

## Eigenschaften
Mesoxalsäurediethylester ist ein grünlich-gelbes niedrigviskoses Öl mit schwachem Geruch, das mit Wasser rasch zum festen Dihydrat in groben weißen Prismen kristallisiert.

## Anwendungen
Das elektronenarme Dienophil Diethylketomalonat eignet sich als Kohlendioxid-Äquivalent für Diels-Alder-Reaktionen mit elektronenreichen 1,3-Dienen, wie z. B. mit Isopren oder 2,3-Dimethylbutadien in einer [4+2]-Cycloaddition zum geminalen Dihydropyrandiester, der alkalisch zur gem-Disäure hydrolysiert, mit Oxalylchlorid zum gem-Disäuredichlorid halogeniert, mit Natriumazid in das gem-Disäurediazid überführt und dieses in einer Curtius-Reaktion zu einem Dihydropyranon abgebaut werden kann.
In einer Aldoladdition reagiert Diethylmesoxalat mit dem Morpholinenamin von 3-Pentanon zu einem α-Hydroxy-γ-ketodiester, der mit Phosphorpentoxid/Methansulfonsäure-Gemisch ein substituiertes Butenolid bildet.
Mit Guanidin entsteht in 85%iger Ausbeute ein funktionalisiertes Imidazolon.
Diethylketomalonat ist ein vielseitiger Reaktand in der Baylis-Hillman-Reaktion und bildet mit Acrylsäureestern, Acrylnitril oder Methylvinylketon unter Katalyse mit DABCO die entsprechenden multifunktionellen Verbindungen.
Mit der aus 1-Iod-2-chlormethylbenzol und Isopropylmagnesiumchlorid gebildeten Grignard-Verbindung reagiert Mesoxalsäurediethylester unter Bildung von 2-bis-carboxyethyl-isobenzofuran.
Diethylmesoxalat addiert sich in einer En-Reaktion an terminale Doppelbindungen von Alkenen unter Bildung von 1-Hydroxy-1-alkylmalonestern.